# سوسن‌های غوک
سوسن‌های غوک (نام علمی: Tricyrtis) نام یک سرده از زیرخانواده زیباسوسن‌واران است.